# Juan Vives
Juan Vives Bravo (Villena, Alicante, 1940) fue un sociólogo, periodista, presentador y locutor español.
Obtiene el título de Bachiller Superior en el instituto de Alcoy (Alicante). Comienza sus estudios radiofónicos en la Estación-Escuela EFJ-33, Radio Villena, pasando luego a Radio Juventud de España en Madrid. Obtiene la titulación de Técnico de Radiodifusión y Televisión, figurando inscrito en el Registro Profesional como especialista en Emisiones y Producción desde 1966. Realiza estudios de sociología, graduándose en Sociología Industrial y Relaciones Humanas en el Instituto Balmes del Consejo Superior de Investigaciones Científicas.
Tras una etapa en Radio Nacional de España en la que colabora con Luis del Olmo, llega a la Cadena SER procedente de la recién inaugurada UHF-TVE2, donde presentaba los programas culturales y dramáticos Ateneo (Junto a Alfredo Marquerie)  y Teatro de Siempre. Comienza en el programa Puerta del Sol de José Luis Pécker junto a Carmen P. de Lama y Joaquín Prat. Entra a formar parte de los equipos de Ustedes son formidables, Carrusel Deportivo, En directo, las estrellas, Hora 25, "Operación Km. 0" El consejo del doctor, etcétera. A finales de 1968 se hace cargo de la dirección y presentación del programa Radio Madrid Madrugada durante 9 años. En 1970 dirige Hora 13 en Radio Madrid, Madrid Espectáculo, Los 40 Principales, Sábado Cinematográfico, Precisamente hoy, Edición de madrugada, Medianoche y madrugada, y durante 27 años, Tarde de Domingo. En agosto de 1976 presenta, junto a Isabel Tenaille, la proclamación de la Regidora de las Fiestas de Moros y Cristianos de su ciudad natal, Villena
En 1972, siendo Presidente D. Fernándo Álvarez-Osorio de la Junta Directiva de la futura sede de la Casa Regional de Valencia en Madrid, se le designa responsable de la continuación y terminación de las obras, dirección y puesta en marcha de las instalaciones, así como de la organización de las ceremonias de inauguración de la Casa,  que tuvo lugar el 2 de julio de 1974 con la asistencia de, los entonces Príncipes, Don Juan Carlos y Doña Sofía. 
En 1977 es nombrado Jefe de Prensa de la productora cinematográfica Oscar Film. Realiza la edición radiofónica del Premio Holanda, concurso europeo de Philips para jóvenes científicos e inventores. Imparte varios cursos de locución y presentación para EFE y Occitur en la Universidad de Córdoba. Presenta el Premio Espejo de España de Editorial Planeta durante sus 25 años de existencia y el concurso de cuentos Hucha de Oro de la CECA. Obtiene varios premios Ondas compartidos por su participación en los programas Ustedes son formidables, Carrusel Deportivo y Carrusel Taurino. Entre 1975 y 1976 presenta el espacio Viajar de los Servicios Informativos de TVE 1, inaugurando, al mismo tiempo, los nuevos estudios de grabación en color de Prado del Rey.                                                                                      En 1972 recibe el título de Socio de Honor y Mérito de Cruz Roja Española.
Al liberalizarse la información en España, realiza las primeras retrasmisiones de los desfiles de las Fuerzas Armadas, primero en Madrid y en los años siguientes en Sevilla y Valencia . Durante la alcaldía madrieña de Enrique Tierno Galván (1979) es nombrado Informador Municipal y dirige y presenta el programa El Ayuntamiento Informa. En la década de los 80 interviene en el programa España en un SEAT que se produce en los Estudios Sintonía y que se transmite semanalmente, durante siete años simultáneamente, por todas las emisoras de las tres cadenas comerciales del país. Realiza una serie de veinte reportajes para el programa televisivo Sábados gigantes del Canal 13 de la Universidad Católica de Santiago de Chile. En 1986 transmite el legendario concierto de Frank Sinatra desde el estadio Santiago Bernabéu junto a Joaquín Prat y Pepe Palau. Desde 1986, presenta los sorteos de la Lotería Nacional. Durante la presidencia de Miguel Durán realiza las primeras retransmisiones radiofónicas en directo de los Sorteos diarios de la ONCE.  En 1996 interviene en la versión española del audiovisual de las Pirámides de Karnak (Egipto) junto a actores de la BBC, la Comedie Française, Piccolo Teatro de Milán y Deutsche Welle. Sigue en el equipo de Carrusel Deportivo, programa que comenzó en la temporada 67-68. Participa en presentaciones de festivales, desfiles y espectáculos, poniendo además su voz a numerosos documentales y películas. Ha dirigido Sabor y Ritmo, El club de las Siete, La Tarde del Sábado y Después de Carrusel. Dirige y presenta semanalmente De la noche a la mañana: La hora del éxtasis desde octubre del 97 al 30 de marzo de 2002. Es socio de número de la[SGAE]. En agosto de 2000 interviene como mantenedor del acto de proclamación de la Regidora de las Fiestas de Moros y Cristianos de Villena
Después de 35 años y con la categoría profesional de realizador, deja la Cadena SER en marzo de 2002, recibiendo una cena-homenaje por parte de un nutrido grupo de directivos y compañeros de la profesión. Es requerido por la emisora de Prisa para realizar la retransmisión radiofónica del Sorteo de Navidad de 2002. Pasa a la situación de jubilación en julio de 2004. En diciembre de 2005, con motivo de la realización del primer Sorteo de Navidad por parte del nuevo canal de televisión Cuatro, es requerido para la asesoría y retransmisión del mismo. En septiembre de 2010 interviene como presentador en el acto de celebración del centenario del Círculo Agrícola Mercantil Villenense (CAMV) en el Teatro Chapí de Villena. En noviembre de 2017 la Federación de Asociaciones de Radio y Televisión de España le otorga el MICROFONO DE ORO a su trayectoria profesional en el radiofonismo.